# Arbido
Ne doit pas être confondu avec Arbid.
arbido est une revue suisse en information documentaire qui a été créée en 1986 comme publication officielle des principales associations suisses de bibliothécaires, documentalistes et archivistes.

## Origine du nom
Son nom est constitué de l’acronyme des trois domaines professionnels Archives, Bibliothèques, Documentation.

## Histoire de la publication

### Bulletin,NouvellesetCommunicationsdes associations (1915-1985)
Fin 1915, le Bulletin de l’Association des bibliothécaires suisses était imprimé pour la première fois et envoyé aux 70 membres individuels que comptait l’effectif de l’association des bibliothèques et bibliothécaires suisses (BBS) à l’époque. Les comptes rendus techniques étaient des communications des bibliothèques membres, notamment sur les relations internationales qui reprenaient. À partir de 1925 et jusqu’en 1928, l’organe d’information de l’association parut sous le nouveau titre Nouvelles A.S.B. et sous forme de feuilles polycopiées. D'autres Nouvelles (Nachrichten) de BBS parurent de 1928 à 1947.
De 1953 à 1985, l’association des bibliothèques et bibliothécaires suisses (BBS) et l’association suisse de documentation (ASD) publient ensemble leurs Nouvelles, tandis que l'ASD de son côté publie seule également des Petites communications (Kleine Mitteilungen) (1953-1966), puis des Communications de l'ASD (Mitteilungen der VSD) (1966-1969).
De son côté, l’association des archivistes suisses (AAS) a publié de 1933 à 1972 des rapports sur ses assemblées annuelles et des sondages dans la Revue d’histoire suisse. Par la suite, l'association publie les Nouvelles de l’association des archivistes suisses (1947-1974), devenues ensuite Bulletin de l'association des archivistes suisses (1975-1985).
En 1986, à l’initiative de l'ASD, les Nouvelles de BBS et de l'ASD, sont fusionnées avec le Bulletin de l'AAS et renommées ARBIDO. Cette publication sera finalement l’organe commun des trois associations (BBS, ASD et AAS) et va remplacer les publications éditées précédemment par celles-ci. La répartition des coûts est définie en fonction du nombre de membres que comptent les associations éditrices.

### Arbido BetArbido R(1986-1994)
Arbido a d’abord paru en deux séries de 1986 à 1994 :
- Arbido B (pour « Bulletin ») avec une couverture jaune était publié 8 fois par an et contenait des rubriques d’information sur les associations et la profession ;
- Arbido R (pour « Revue ») avec une couverture orange contenait des articles de fond et des réflexions à plus long terme.

Par ailleurs, des numéros Arbido S (pour « Spécial ») sont parus en 1989 (à l'occasion des 50 ans de l'ASD) et 1991 (sur la conservation-restauration). À l'occasion du congrès commun des bibliothécaires, documentalistes et archivistes en 1994 à Lausanne (BDA'94), un numéro spécial paraît en couleurs.

### Arbido(1995-2005)
Les deux séries B et R fusionnent en 1995 pour donner Arbido en couleurs avec 11 numéros par année. Cette formule mensuelle a duré jusqu’à la fin de 2005.

### arbido printetarbido news(2005-2016)
À la suite de difficultés financières,, une nouvelle formule voit le jour en 2006, : arbido paraît 4 fois l’an en version imprimée dans un nouveau format (arbido print) et de 8 à 12 fois l’an sous la forme d’une lettre d'information électronique (arbido news).
En 2008, avec la fusion de la BBS et l'ASD pour donner naissance à Bibliothèque Information Suisse (BIS), c'est cette dernière qui continue à éditer la revue avec l'AAS.
En 2013, les anciens numéros depuis 2000 ont été numérisés et mis à disposition sur le site web de la revue. Après huit années à la tête de la rédaction, Stéphane Gillioz passe la main à Sara Marty en 2015,. À partir de 2017, les deux associations ont décidé de sortir arbido sous forme numérique.

### e-arbido(2017-)
Depuis 2017, la revue arbido paraît uniquement électroniquement. Le rythme de quatre numéros thématiques par année est conservé, mais les recensions et les news peuvent dorénavant se faire en tout temps, hors thème.
La lettre d'information annonce l'arrivée des nouveaux numéros.

Premier numéro d'Arbido-B en 1986
Arbido paraît 10 fois par an en couleurs dès 1995
Couverture de arbido nouvelle formule, Vol. 1, Avril 2006

## Structure de la publication
arbido publie des numéros autour de thématiques transversales liées à l'information documentaire et susceptibles d'intéresser les personnes travaillant dans les archives, les bibliothèques, les centres de documentation, les musées, les collections et dans les institutions apparentées. Les auteurs sont invités par les membres du comité de rédaction à écrire sur un sujet spécifique, souvent des retours d'expériences. Chaque auteur écrit dans sa langue, principalement en allemand et en français, plus rarement en anglais ou italien. Les résumés des articles sont traduits dans l'autre langue.
La revue comprend encore une petite partie pour des recensions et sur les actualités des associations (formations continues, congrès, ...).

## Organisation interne
Un comité de rédaction, composé des membres des associations éditrices, pilote la publication des numéros. Ce comité de rédaction décide collégialement des sujets traités par chacun des auteurs.
Les membres du comité de rédaction et les auteurs sont bénévoles.

### Rédacteurs en chef
Liste des rédacteurs en chef depuis 1986 :
- Jacques Cordonier (Arbido-R 1986-1989) ;
- Michel Gorin (Arbido-R 1989-1995) ;
- Cendrine Jéquier (1995-1996) ;
- Daniel Leutenegger (1997-2007)[9] ;
- Stéphane Gillioz (2008-2015)[6] ;
- Sara Marty (2015-2022)[5],[10].

Depuis 2022 le comité de rédaction fonctionne de manière horizontale en se répartissant les différentes tâches.

## Source
- (de) Cet article est partiellement ou en totalité issu de l’article de Wikipédia en allemand intitulé « Arbido » (voir la liste des auteurs).